# Boaz (Wisconsin)
Boaz – wieś w Stanach Zjednoczonych, w stanie Wisconsin, w hrabstwie Richland.